# Ван Фучжи
Ван Фучжи (кит. упр. 王夫之, пиньинь Wáng Fūzhī) по прозванию Эрнун (кит. 而农), также имел много прозвищ и псевдонимов, (1619—18.02.1692) — философ-неоконфуцианец, в творчестве которого были сильны материалистические тенденции.
Ван Фучжи происходил из семьи мелкого помещика, в 14 лет получил низшую учёную степень сюцай. В период завоевания Китая маньчжурами принимал участие в вооружённой борьбе с захватчиками в родном уезде Хэнчжоу (на территории современной провинции Хунань), затем на Юго-Западе в рядах сторонников династии Мин. После её падения изменил фамилию и с 1650-х годов скрывался от преследования маньчжурских властей в глухих районах провинции Хунань, занимаясь научной деятельностью. Из более чем сотни работ Ван Фучжи сохранилось 70.
Главные сочинения: «Чжан-цзы чжэн мэн чжу» («Комментарии к сочинению Чжан Цзая „Наставление непросвещённым“»), "Чжоу «Чжоу И нэй чжуань» («Основной комментарий к „Чжоу И“»), «Чжоу И вай чжуань» («Дополнительный комментарий к „Чжоу И“»), «Сы шу сюнь» («Подробное истолкование „Четверокнижия“»), «Хуан шу» («Жёлтая книга»), «Э мэн» («Зловещий сон»), «Ду Тунцзянь лунь» («Читая „Всеобщее зерцало“»).
В основе натурфилософских построений Ван Фучжи лежит развитое им учение Чжан Цзая о «Великой пустоте» (Тай сюй). Ван Фучжи отвергал доминирующие в конфуцианстве представления о «небесных принципах» (тянь ли) как самодовлеющих высших законах, противостоящих «человеческим желаниям». В то же время он порицал вредное для общества чрезмерное стремление к удовлетворению индивидуальных желаний, которые следует приводить в соответствие с «небесными принципами».
Исходным пунктом социальной философии Ван Фучжи было положение о невозможности возвращения к прошлому вследствие постоянных изменений в условиях существования общества: древние установления неприменимы сегодня, а то, что хорошо для управления Поднебесной сегодня, может оказаться непригодным завтра. Отвергая учения Дун Чжуншу и Шао Юна о цикличности исторического процесса, Ван Фучжи предложил свою концепцию трёхэтапной истории Поднебесной. На первом этапе, предшествующем правлению легендарной династии Ся, человеческие сообщества сначала мало отличались от стад животных, а затем были объединены в государство «варваров», в котором применение наказаний и поощрений не было строго регламентировано и отсутствовала система налогообложения. На втором этапе — от династии Ся до династии Сун — периоды раздробленности страны сменялись непрочным «временным единством». И лишь с династии Сун начинается третий этап — единого государства, основанного на сочетании принципа «гуманности» (жэнь 仁) и строгих законов (фа 法).
Признавая право каждого народа на самостоятельное существование, Ван Фучжи вместе с тем подчёркивал культурно-этическое превосходство китайцев над «варварскими» соседними народами. Ван Фучжи крайне критически относился к школе Лу Цзююаня — Ван Янмина, усматривая пороки её «учения о сердце» в пагубном влиянии буддизма.